# Hilton, South Staffordshire
Hilton är en civil parish i Storbritannien.   Den ligger i grevskapet Staffordshire och riksdelen England, i den södra delen av landet, 180 km nordväst om huvudstaden London. Antalet invånare är 240. Arean är 3,0 kvadratkilometer.
Terrängen i Hilton är platt.